# Arara-militar-grande
A arara-militar-grande, também arara-de-buffon, arara-verde ou arara-verde-grande (nome científico: Ara ambiguus) é uma espécie de arara nativa da América Central e do Sul que pode ser encontrada na Nicarágua, Honduras, Costa Rica, Panamá, Colômbia e Equador.